# Python (ceramografo)
Python o Pitone (in greco antico: Πυθον?; fl. 340 a.C. / 320 a.C.) fu un ceramografo pestano.

## Biografia e opere
La sua firma è nota solamente in un cratere a campana ritrovato a Sant'Agata de' Goti tuttavia sono numerosi i vasi a lui attribuiti.
Di particolare interesse in questo vaso (dal 1890 al British Museum) è la rara rappresentazione nella ceramica del mito di Alcmena su uno dei due fianchi: la donna seduta su un'ara supplica Zeus mentre ai lati Anfitrione (a destra) e Antenore appiccano il fuoco alla pira davanti all'altare; alle spalle della vittima designata l'immagine di un arcobaleno racchiude un miriade di gocce ed è spezzata dalle mezze figure delle Iadi intente a generare la pioggia versando l'acqua delle loro idrie; agli angoli superiori sono rappresentati Zeus che consente il prodigio ed Eos che osserva con uno specchio in mano. Sull'altro fianco è la più comune rappresentazione di Dioniso danzante con due Menadi sormonti da mezze figure maschili (un giovane satiro, un umano e Pan).
Alcune altre produzioni a lui sicuramente attribuibili sono sempre al British Musuem (un hydria ed un cratere), un altro cratere è ai Musei Vaticani o il cosiddetto vaso di Cadmo del Louvre dove però si avvicina allo stile di Assteas, a cui inizialmente era decisamente influenzato. Pare ci fosse in stretta collaborazione tra i due ceramografi di fatto utilizzavano strutture compositive molto simili, carattere distintivo di Pitone era la fascia di ornato a foglie d'edera, il panneggio pesante era comune ai due anche se meno elaborato in Assteas, mentre soprattutto nel disegno dei volti la resa era molto diversa.